# Переломный момент (книга)
«Переломный момент: Как незначительные изменения приводят к глобальным переменам» (англ. The Tipping Point: How Little Things can make a Big Difference) — международный бестселлер канадского журналиста и поп-социолога Малкольма Гладуэлла. Опираясь на современные исследования, автор показывает, почему одни идеи, товары или типы поведения стремительно распространяются, а другие — нет, и как можно вызывать подобные «эпидемии» и управлять ими.
Книга переведена на 12 языков, включая русский. Только в США было продано более 2 млн экземпляров. Она входит в списки бестселлеров The New York Times и BusinessWeek.

## Основные идеи
- Информация и типы поведения распространяются подобно вирусам[5].
- Перемены происходят не постепенно, а в некий переломный момент и могут иметь огромные последствия.
- Можно выделить три движущих силы переломного момента, позволяющие понять природу эпидемий: закон малых чисел, фактор прилипчивости и влияние обстоятельств[6].

### Закон малых чисел
Малкольм Гладуэлл утверждает, что появление социальной эпидемии зависит от участия людей, обладающих определённым набором коммуникативных способностей: Объединителей, Знатоков и Продавцов.
Объединители (англ. Connectors) — люди с особым даром устанавливать и поддерживать отношения с огромным количеством самых разных людей.
Знатоки (англ. Mavens) — люди, которые не только собирают большие массивы информации, но и активно и бескорыстно делятся ею с окружающими. Помимо обладания информацией они владеют и искусством общения, достаточным для запуска эпидемии молвы. Их мотивация — просвещать. Это «информационные брокеры, которые накапливают знания и торгуют ими».
Продавцы (англ. Salesmen) — люди, которые способны убедить нас, если мы не верим тому, что нам рассказывают.
Чтобы запустить эпидемию, нужно найти этих людей.
Свои выкладки автор иллюстрирует историческими примерами и подкрепляет данными исследований. Например, экспериментом Стэнли Милгрема и концепцией шести рукопожатий; выводами социолога Марка Грановеттера о важности слабых связей и др. Также в качестве примеров трёх типов людей Гладуэлл приводит своих знакомых.

### Фактор прилипчивости
Для начала «эпидемии», как пишет Гладуэлл, необходимо, чтобы послание и содержащиеся в нём идеи хорошо запоминались и побуждали к действию. Необходимо работать над содержанием послания, оттачивая его, чтобы сделать более эффективным: «Существуют способы подачи информации, которые при определённых обстоятельствах делают эту информацию особо запоминающейся. Все, что вам нужно, — это выбрать правильный способ».
Как можно создать фактор прилипчивости и эффективно его использует автор показывает, в частности, на примере телешоу «Улица Сезам».

### Сила обстоятельств
Согласно теории силы обстоятельств, поведение человека — продукт социального контекста. В качестве иллюстрации автор приводит теорию разбитых окон, историю о борьбе с преступностью в Нью-Йорке и «правило 150».
Согласно Гладуэллу, суть закона силы обстоятельств заключается в том, что тот же аспект может быть
верен для определённых типов среды и что под влиянием аспектов, которые мы необязательно умеем объяснить, наше внутреннее состояние зависит от внешних по отношению к нам обстоятельств.

## Примеры
Малкольм Гладуэлл также включил в книгу две главы, в которых он на примерах обувной компании Airwalk, эпидемии суицида на островах Микронезии, распространения курения среди подростков и др. показывает, как работают изложенные в книге принципы.

## Реакция на книгу

### Коммерческий успех
«Переломный момент» принес Малкольму Гладуэллу $1 млн, к 2006 году было продано 1,7 млн экземпляров. После выхода книги Гладуэлл стал получать $40 000 за лекцию. Новый всплеск продаж пришелся на 2006 год и был связан с анонсом книги Гладуэлла.

### Критика
Некоторые выводы Гладуэлла относительно «переломного момента», в частности закона малых чисел основаны на исследовании Стэнли Милграма. Опираясь на результаты эксперимента, Гладуэлл утверждает, что в концепции шести рукопожатий не все контакты одинаково значимы, что «некое очень малое число людей связано с нами в несколько приемов, а мы все связаны с остальным миром через этих людей». Это позволило Гладуэллу предположить, что для распространения информации крайне важны не все люди, а лишь определённого типа — те, кто обладает развитыми коммуникативными навыками.
В 2003 эксперимент Милгрэма был повторен Дунканом Уоттсом (англ. Duncan Watts) из Колумбийского университета. На этот раз он был проведен с помощью электронной почты и в нём участвовала 61 000 человек, которым нужно было доставить сообщения 18 «целям» по всему миру. Результаты Милграма подтвердились: в среднем цепочка контактов состояла из шести человек. Однако при детальном анализе выяснилось, что так называемые Хабы (от англ. «hubs» — highly connected people), люди с большим, чем у остальных, числом связей, не так уж важны. Этот результат поставил под сомнение утверждение Гладуэлла о том, что перемены зависят от людей особого типа.
Уоттс также утверждал, что теория Гладуэлла противоречит большинству его исследований в области социальной динамики за последние десять лет.
Экономист Стивен Левитт оспаривает утверждение Гладуэлла, что падение уровня преступности в Нью-Йорке было связано с действиями полиции и учётом эффекта разбитого окна. В своей книге «Фрикономика» Левитт связывает сокращение уровня преступности с решением Верховного Суда США относительно законности абортов и уменьшением числа нежеланных детей. В качестве аргумента Левитт приводит данные о том, что уровень преступности снизился во всех крупных городах, а не только в Нью-Йорке.

## Издания

### Первое издание
- Malcolm Gladwell. The Tipping Point: How Little Things Can Make a Big difference. — Little, Brown and Company, 2000. — 288 с. — ISBN 978-0316316965.

### Издания на русском языке
- Малкольм Гладуэлл. Переломный момент. Как незначительные изменения приводят к глобальным переменам = The Tipping Point: How Little Things Can Make a Big Difference. — М.: Альпина Паблишер, 2012. — 256 с. — ISBN 978-5-9614-1145-4.
- Малкольм Гладуэлл. Переломный момент. Как незначительные изменения приводят к глобальным переменам = The Tipping Point: How Little Things Can Make a Big Difference. — М.: Вильямс, 2006. — 400 с. — ISBN 5-8459-0980-5.